# Шо (Орн)
Шо (фр. Chaux) насеље је и општина у северној Француској у региону Доња Нормандија, у департману Орн која припада префектури Алансон.
По подацима из 2011. године у општини је живело 51 становника, а густина насељености је износила 10,08 становника/km². Општина се простире на површини од 5,06 km². Налази се на средњој надморској висини од 258 метара (максималној 306 m, а минималној 213 m).

## Демографија
| 1962. | 1968. | 1975. | 1982. | 1990. | 1999. | 2011. |
| ----- | ----- | ----- | ----- | ----- | ----- | ----- |
| 68    | 79    | 69    | 55    | 55    | 53    | 51    |

График промене броја становника у току последњих година